# 무색 (우에하라 아즈미의 노래)
〈무색〉(일본어: 無色 무쇼쿠[*])은 우에하라 아즈미의 다섯 번째 싱글이다. 2002년 9월 11일 기자 스튜디오에서 발매하였다.

## 개요
이 싱글곡은 데뷔곡 이후로 다시 《명탐정 코난》의 닫는 곡으로 사용되면서 오리콘 차트 5위의 대히트를 기록하였다. 여러 음악방송에도 출연하였다.
작곡에는 K's leters가 담당하였고 편곡에는 doa의 멤버인 토쿠나가 아키히토가 담당하였다.
커플링 곡인 〈Endless World〉에서는 이 싱글곡인 〈무색(일본어: 無色)〉의 가사와 계속되는 분위기로 "그리고 시간을 거치고, 주위가 보이기 시작했을 때의 감정"을 이어지는 듯한 가사로, 죽음을 테마로 신선하고 날카로운 감성으로 그려가는 세계관을 잘 나타내고 있다.
이 싱글의 초회한정반에는 뒷장 자켓 겸 사이드라벨에 《명탐정 코난》 일러스트가 인쇄되어 있다.

## 수록곡
- 전체 작사: 우에하라 아즈미

1. 무색(無色)
  - 작곡: K's letters, 편곡: 토쿠나가 아키히토
2. 무색(night clubbers mix)
  - 작곡:K's letters, 편곡: 토쿠나가 아키히토
3. Endless World
  - 작곡: 카와시마 다리아, 편곡: 오자와 마사즈미
4. 무색 (Instrumental)

## 차트 성적
- 최고순위 5위 (오리콘)

| TV 애니메이션 《명탐정 코난》 닫는 곡 2002년 7월 29일 (288화) ~ 2002년 11월 4일 (299화) |                          |                                   |
| 이전 곡: 가넷 크로우 〈꿈을 꾸고 난 후에〉                                              | 우에하라 아즈미 〈무색〉 | 다음 곡: 이나바 코시 〈Overture〉 |